# Peter Freuchen
Lorenz Peter Elfred Freuchen (Nykøbing Falster, 1886. február 20. – Anchorage, 1957. szeptember 2.) dán sarkkutató, író, újságíró. Fridtjof Nansen után másodikként kelt át kutyaszánnal Grönlandon. Ő írta a forgatókönyvét és játszotta az egyik főszerepét az 1936-os Oscar-díjas Eskimo c. filmnek. A második világháborúban antifasiszta ellenálló volt, amiért börtönbe került és halálra ítélték. 1956-ban megnyerte A 64 000-dolláros kérdés amerikai kvízműsor fődíját.

## Ifjúsága
Peter Freuchen 1886. február 20-án született a Falster szigetén fekvő Nykøbing kikötővárosban. Apja Lorentz Benzon Freuchen üzletember, anyja Anne Petrine Frederikke Freuchen (leánykori nevén Rasmussen) volt. Önéletrajzában Freuchen leírja, hogy anyai nagyapja hajóskapitány volt, aki Dél-Amerikában csempészkedett. Peter már gyerekkorától kezdve vitorlázott a saját és testvérei csónakján. Koppenhágában kezdett el orvostudományt tanulni. A tanulás nem ment túl jól, de a futballcsapatban összebarátkozott Niels Bohrral és bátyjával, Haralddal. Miután megszerezte a baccaleuratusi oklevelet, nem folytatta tanulmányait, hanem jelentkezett Ludvig Mylius-Erichsen grönlandi expedíciójára. Egy előzetes grönlandi utazás után, aminek során beszerezték a kutyákat és a felszerelés egy részét, az expedíció 1906-ban kezdődött el a sziget nagyrészt feltérképezetlen északnyugati partjainál. Freuchen a meteorológus Alfred Wegener (aki a kontinensvándorlás elméletéről lett ismert) segédje volt. Miután Mylius-Erichsen néhány társával egyik útjáról nem tudott visszatérni és meghalt (az olvadó jég miatt hónapokra egy szigeten rekedtek és végül éhen pusztultak) az expedíció 1908-ban visszatért Dániába.
Freuchen egy darabig folytatta egyetemi tanulmányait, előadásokat tartott sarkvidéki tapasztalatairól és a Politiken napilap külső munkatársa, sarki szakértője lett. Megismerkedett Knud Rasmussennel, aki Mylius-Erichsen egy korábbi expedíciójában vett részt és elhatározták, hogy kereskedőállomást létesítenek Északnyugat-Grönlandon és annak bevételéből fogják finanszírozni felderítő útjaikat. 1910-ben hozták létre bázisukat, melyet Freuchen Thulének nevezett el (ma Qaanaaq település, a kereskedőállomás eredeti helyén az USA Thule légibázisa található).

## Grönlandi élete
Freuchen 1926-ig élt Grönlandon az eszkimók között. Ezalatt több kutyaszános felderítő útra indultak Rasmussennel és feltérképezték a sziget partvidékét. Egy alkalommal, amikor hírt kaptak egy a dán Ejnar Mikkelsen bajba jutott expedíciójáról, szánnal átkeltek Grönland belső jégpajzsán az északkeleti partra. A dánokat nem találták meg, így ugyanazon az úton visszatértek Thuléba. Bár Nansen korábban már átkelt Grönlandon, Freuchenék ezt jóval északabbra tették meg és sebességi rekordot is felállítottak (motoros szánnal később ezt az időt jelentősen lerövidítették). 1911-ben feleségül vett egy eszkimó lányt, Mequsaqot (akit ő egy másik nevén Navaranának hívott) és két gyermekük született: egy fiú, Mequsaq Avataq Igimaqssusuktoranguapaluk (1916-1962, aki feltehetően egy csecsemőkori éhezéses időszak miatt szellemileg elmaradott lett) és egy lány, Pipaluk Jette Tukuminguaq Kasaluk Palika Hager (1918–1999). 1915-ben Freuchen segítségével Thulében kezdte el sarkkutatói tevékenységét a neves dán felfedező, Lauge Koch. Mindketten részt vettek az amerikai George Comer ásatásaiban, aki egy helyi szemétdomb feltárása során felfedezte a proto-eszkimó thulei kultúrát.
1918 végén Freuchen családjával együtt Dániába látogatott. Útja során elkapta a spanyolnáthát és négy hónapig feküdt kórházban. Miután visszatértek Grönlandra, 1921-ben felesége betegedett meg az eszkimókat is megtizedelő járványban, amibe belehalt. Ezután Kanada sarkvidéki szigetvilágába indított néhány felderítő utat, de 1926-ban egy alkalommal elszakadt társaitól és a szánja alatt éjszakázva a hó úgy betemette, hogy egy napjába telt míg kiásta magát; eközben bal lába elfagyott. Mire orvoshoz jutott, lábujjai elüszkösödtek és Freuchen maga vágta le őket egy kalapács és egy fogó segítségével. Hazautazott Dániába, de a kórházban amputálni kellett a lábfejét; sarkkutatói pályafutása így véget ért.

## Íróként és színészként

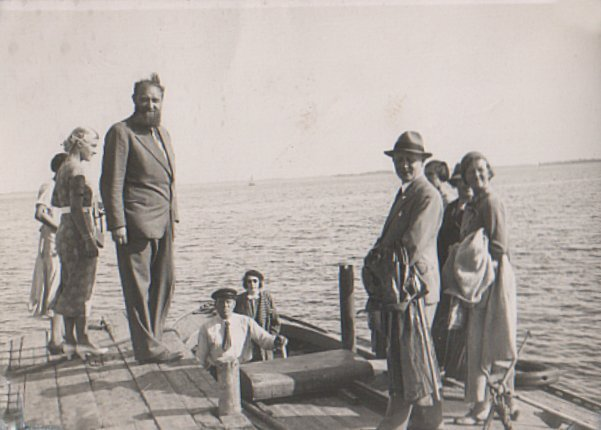
Peter Freuchen (balra) és vendégei Enehøje szigetén

Freuchen egy darabig a margaringyáros sógora által szponzorált magazint szerkesztette, majd könyveket kezdett írni. 1927-ben megjelent első két, grönlandi témájú könyve (egy útleírás és egy regény) nagy sikert aratott. A későbbiekben több mint 30 könyvet (önéletrajzokat, regényeket, útleírásokat) írt. Megvásárolt egy kis szigetet, Enehøjét és ott élt a farmján második feleségével, Magdalene Vang Lauridsennel. Belépett a szociáldemokrata pártba, amelynek képviselőjelöltje is volt.
1932-ben forgatókönyveket kezdett írni a Metro-Goldwyn-Mayer filmstúdió részére. Az 1933-ban forgatott Eskimo szkriptjét Freuchen írta, aki emellett eljátszotta az egyik főszereplőt, a gonosz hajóskapitányt is. A film mérsékelt sikert aratott, de a következő évben elnyerte az akkor először kiosztott "legjobb vágásért" adott Oscar-díjat. Ezután írt néhány forgatókönyvet Hollywood számára, amelyeket végül nem filmesítettek meg és a 30-as évek végén színészkedett egy svéd filmben, amelyet anyagi okok miatt nem fejeztek be.
1937-ben híres íróként körutazást tett a Szovjetunióban. Kilenc hónapos útja során lehajózott a Lénán, ahonnan hajójának Murmanszkba kellett volna tartania, de a rossz időjárás miatt inkább a Távol-Keletre, Kamcsatkára és Vlagyivosztokba indult; ezután a transzszibériai vasúton tért vissza Moszkvába. Németországi útja során megtagadta, hogy aláírja a Hitlert dicsőítő nyilatkozatot, emiatt megfenyegették, hogy könyveit kivonják a német könyvtárakból.

## Az ellenállási mozgalomban
Freuchen már a második világháború kitörése előtt is befogadta szigetére a Németországból hajón menekülő zsidókat. Dánia német megszállása után aktív szerepet vállalt az ellenállási mozgalomban, segített a külföldön nyomtatott illegális sajtó terjesztésében, angol ejtőernyősöket bujtatott és zsidókat menekített Svédországba. A Gestapo letartóztatta, de az ellenállás a barakkja falának felrobbantásával kiszabadította. 1943-ban ismét elfogták és nem hivatalosan halálra ítélték, ám Freuchennek az átmeneti börtönéből ismét sikerült megszöknie és Svédországba menekült, ahonnan aztán az Egyesült Államokba távozott. Ott érte felesége levele, hogy elválik tőle. A következő évben feleségül vette a dán Dagmar Cohn divatgrafikust, akivel a connecticuti Noank városában telepedett meg.
1956-ban részt vett A 60 000-dolláros kérdés (The $60,000 Question) kvízműsorban és elvitte annak fődíját.
Peter Freuchen 1957. szeptember 2-án halt meg szívrohamban az alaszkai Anchorage-ben, az Elmendorf légibázison. Hamvait a Thule melletti hegy fölött szórták szét.
Unokája, Peter Ittinuar volt az első eszkimó, akit 1979-ben beválasztottak Kanada parlamentjébe.

## Díjai
- 1938 Sophus Michaëlis-díj
- 1954 Herman Bangs emlékdíj
- 1955 H.C. Lundgreens kapitány-díj

## Művei

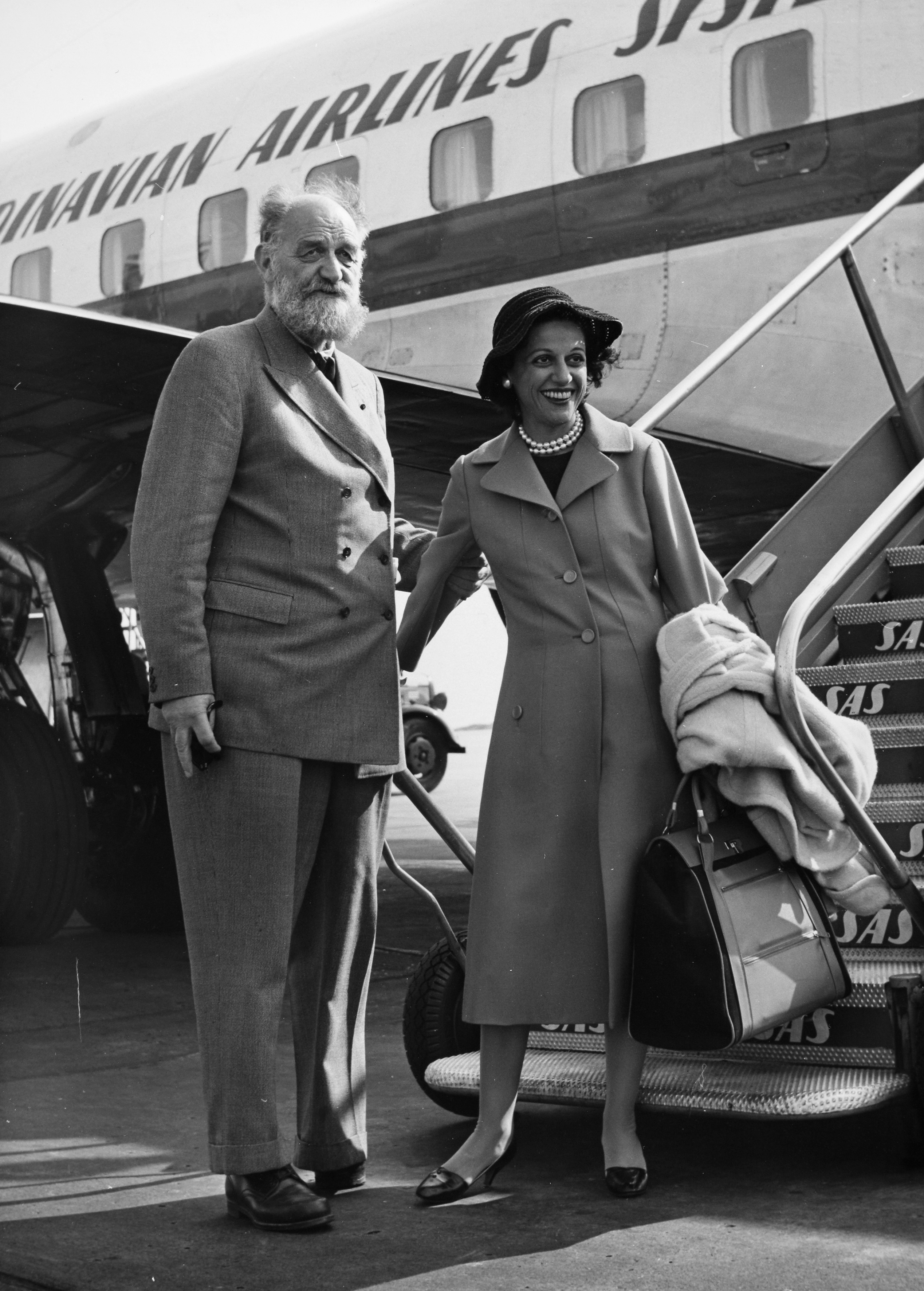
Peter Freuchen és Dagmar Cohn az 50-es években

- Grønland, land og folk, 1927 (útleírás)
- Storfanger, 1927 (regény)
- Rømningsmand, 1928 (regény)
- Nordkaper, 1929 (regény)
- Ivalu, 1930 (regény)
- Knud Rasmussen. Mindeudgave. 3 vol, 1934 (életrajz)
- Flugten til Sydamerika, 1935 (útleírás)
- Arctic Adventure: My Life in the Frozen North 1935
- Min grønlandske ungdom, 1936 és 1953 (útleírás)
- Nuoruuteni Grönlannissa (útleírás)
- Min anden ungdom, 1938 (útleírás)
- Sibiriske eventyr, 1939 (útleírás)
- Diamantdronningen, 1941 (regény)
- Hvid mand, 1943 (regény)
- Eskimofortællinger, 1944 (regény)
- Solfjeld, 1944 (regény)
- Larions lov, 1948 (regény)
- Eskimodrengen Ivik, 1949 (regény)
- Nigger-Dan, 1951 (regény)
- I al frimodighed, 1953 (önéletrajz)
- Ice Floes and Flaming Water 1954
- I all uppriktighet", 1954 (önéletrajz)
- Vagrant Viking, 1954 (önéletrajz)
- Fremdeles frimodig, 1955
- Fortfarende uppriktig, 1956 vagy 1960 (önéletrajz)
- Fangsmænd i Melville-bugten, 1956 (regény)
- Fra Thule til Rio, 1957 (önéletrajz)
- Peter Freuchen's Book of the Seven Seas, 1957
- Peter Freuchens bog om de syv have, 1959
- The Arctic Year, 1958
- I Sailed with Rasmussen, 1958
- Hvalfangerne, 1959 (regény)
- Peter Freuchen's Adventures in the Arctic, 1960
- Det arktiske år, 1961
- Peter Freuchen's Book of the Eskimos, 1961
- Erindringer, 1963